# Kärrtorp (metropolitana di Stoccolma)
Kärrtorp è una stazione della metropolitana di Stoccolma.
Si trova nell'omonimo quartiere, a sua volta situato all'interno della circoscrizione di Skarpnäck, mentre sul tracciato della linea verde della rete metroviaria locale T17 è compresa tra le fermate Björkhagen e Bagarmossen.
Venne inaugurata il 17 aprile 1958, così come l'antecedente fermata di Björkhagen. La piattaforma è situata in superficie su un cavalcavia. La progettazione della stazione venne affidata all'architetto Magnus Ahlgren, mentre nel 1994 giace qui l'opera Ljuslådor med hemliga tecken, creazione dell'artista Björn Olsén.
Il suo utilizzo medio quotidiano durante un normale giorno feriale è pari a 3.700 persone circa.

## Tempi di percorrenza
| Linea | Capolinea | Tempo  | Stazione                                                 | Tempo                            |
| T17   | Åkeshov   | 36 min | Skärmarbrink Gullmarsplan Slussen Gamla stan T-Centralen | 5 min 7 min 11 min 12 min 16 min |
| T17   | Skarpnäck | 4 min  | Skärmarbrink Gullmarsplan Slussen Gamla stan T-Centralen | 5 min 7 min 11 min 12 min 16 min |